# کاستلنووو باریانو
کاستلنووو باریانو (به ایتالیایی: Castelnovo Bariano) یک کومونه در ایتالیا است که در استان روویگو واقع شده‌است.

## خصوصیات
کاستلنووو باریانو ۳۷٫۹۱ کیلومترمربع مساحت و ۳٬۰۲۱ نفر جمعیت دارد و ۱۲ متر بالاتر از سطح دریا واقع شده‌است.